# Pallenopsis leiopus
Pallenopsis leiopus is een zeespin uit de familie Pallenopsidae. De soort behoort tot het geslacht Pallenopsis. Pallenopsis leiopus werd in 1993 voor het eerst wetenschappelijk beschreven door Pushkin. 